# 明鄭軍事
明鄭軍事是中國歷史上明清兩朝交替之際，支持南明的鄭氏政權所擁有的武裝力量，基礎間接來自於亦官亦盜的明末鄭芝龍创立的私人武力，而在鄭芝龍降清被軟禁後，其子鄭成功隻身逃往金門，接管父親若干舊部，並漸次擴充而終成一支足以和清軍抗衡的部隊。

## 治軍
鄭成功雖然是儒家太學生出身，但治軍上是標準的法家作法，賞罰並重，講求戰功；其治軍異常嚴苛，對於怯戰者、畏戰者、貪污者、叛逆者都是殺無赦，而且常常誅連全家。從1649年（永曆三年）九月起至1661年（永曆十五年）元月止，鄭成功所誅殺的將吏就有七十五員，這些人大都是戰時怯戰、戰敗者，黜降或其他罰責有九員，另外有六件殺貪誅叛，受黜革、降罰、綑責者計僅有三十餘員，同時期的獎勵方面，將吏的提昇、獎賞、爵賞，提授共計三百餘員次。
明鄭軍隊戰時，以繩索劃地為界，退越繩索、畏縮不前、無令後退者皆誅殺。另一方面對勇猛衝鋒、斬將拔旗者給與獎勵，鄭成功本人更是勇猛異常，其人在戰場共計有七次險遭不測的記錄。故其有「怯者不敢獨退，勇者不敢獨進，膽勇成列，心力俱齊」的描述，在與清軍的對陣當中勝率極高。然而，此嚴酷作風亦使明鄭官兵甚至宗室攜眷降清風氣盛行，甚至最終滅亡明鄭的將領施琅亦是因此降清。

## 組織
鄭軍組織並非固定一成不變，以下是鄭成功時期大致上的編裝。1683年鄭氏政權覆滅後，鄭軍將領與軍隊悉數被強迫內渡大陸，而據《欽命太保建平侯鄭造報官員兵民船隻總冊》，據守臺灣的官兵共有37500名。

### 水師
主要使用福船，亦稱大船。這種船有如此的描述：「為樓三層，乘風沖擊，不可遏抑，其高若墉 不可抑攻；其堅若鐵石，矢石不能貫，炬不可爇」。當時鄭家水軍在中國東南沿海有著絕對的制海權，沒有向明鄭繳交過路費的外國商船幾乎不可能通行，滿清的船隻更是下不了海。
- 內司鎮（藩主延平王直轄）
- 前鎮、後鎮、一鎮、二鎮、三鎮、四鎮、五鎮、樓船鎮

### 陸師

#### 藩主本隊
- 左、右武衛營（金甲部隊）
- 左、右虎衛營〈即鐵人隊〉
- 驍騎鎮〈騎兵營〉
- 神器營（砲兵營）
- 親丁鎮〈含黑人鳥銃隊〉

#### 一般部隊
- 左、右先鋒營
- 北鎮、 前鋒、中權營、 後勁營（北方人部隊）
- 鐵騎營（重裝騎兵營）
- 五衝鎮（五鎮必定是前、後、左、右、中，後敘的五鎮不再贅述）
- 宣毅五鎮
- 援勦五鎮
- 正兵、奇兵、殿兵、遊兵、英兵五鎮
- 仁、義、禮、智、信、木、金、水、火、土等十武鎮
- 廿八宿營（角、亢、氐、房、心、尾、箕、斗、牛、女、虛、危、室、避、奎、婁、冑、昂、畢、觜、參、井、鬼、柳、星、張、翼、軫）

## 軍職

### 高階軍官
- 中軍（水陸提督）
- 前、後、左、右軍（水師提督）
- 前、後、左、中、右軍（陸師提督）

## 武裝
盔甲、籐牌、滾被、銃（槍械）砲、刀斧、地雷等。

## 特色軍種

### 鐵人隊
是鄭軍的特種部隊，編裝在左右虎衛營中，人數總共約3千人，全身穿著厚重的盔甲，頭戴鐵盔，身穿鐵鎧、鐵臂、鐵裙，臉覆鐵面，只露出眼口鼻，攜帶弓箭與手持藤牌與雲南斬馬刀，屬於重裝步兵。
其來源是鄭成功於幼時在日本見到日本武士的重裝備，因而產生一個概念，但此意見被眾部將所反對，直至甘煇提出解決方案後從而得到實施。
此记载缺少證據，邏輯不妥，在原文“台湾海外网”上缺少史证。《大明會典》記載，青布鐵甲或布面甲，每副用鐵四十斤八兩。造甲每副重二十四斤、至二十五斤。重步兵以及相似重量的铠甲在明朝歷史中並不少見，為何南明將領會認為三十斤甲為步兵使用不妥？

#### 部隊編制
「每班帶班長六員，配雲南斬馬刀各二，牌各二，弓、箭則全班俱執。又十班之中，弓箭居四，刀、牌居六。」

#### 戰術
「明季南略」書中對鄭軍有此描述：「…前隊長鎗，次團牌，第二陣『倭銃』（即从来亚葡萄牙人传入明朝和日本的伊比利亚式火绳枪，在明代被部分人认为是来源于日本）…而疾走如飛，突至馬前殺人。其兵三人一伍，一兵執團牌，蔽兩人，一兵斫馬，一兵砍人，甚銳，一刀揮鐵甲軍馬為兩段。蓋鑄刀時，用鐵匠百人挨遞打成此一刀，故銳特甚…鄭兵不動，俱銕甲胄銕面頭子，只露兩足，用長刀砍騎，銳不可當，射中其足，則拔箭更戰，清兵逐敗…」　此處所說的團牌即藤牌。　「第一隊五十人，前有五色旗一面領之。有滾被二人；滾被者，用一大棉被厚二寸，一人執之，雙手有刀。如箭至，即張被遮候；　箭過，即捲被持刀滾進，斫人馬足，又有團牌二人。滾被、團牌此四人俱喫雙糧。」
簡單的說，鐵人隊是部隊的前衛，凭借盔甲集結盾牌防禦敵人的箭雨，遇到敵人鐵騎，則由团牌手掩护由斩马刀手上前突进砍杀。
但是火繩槍自嘉靖時就已傳入明朝，統稱鳥銃，而國姓爺征戰的第一手資料《先王實錄》中也沒有倭銃的說法，因此《明季南略》中對鄭軍的描述「倭銃」應該指的是從日本取得的火繩槍。
實際上南明屢次向日本求援，具體要求提供包括火繩槍等武器，例如《華夷變態》卷一「鄭彩寄書二篇」中提到：
「武具の助けを…鳥銃(てっぽう鉄砲)、腰刀、角甲(よろい鎧)、煙硝(えんしょう)、鉛(なまり)など… 魯王監國三年十月十七日」
當時火繩槍可能在戰場上給了南明一定程度的優勢，因為清軍雖然有砲，但卻不見得有槍。《華夷變態》卷一「琉球傳聞」中的慶安二年（1649）九月六日，琉球人平川古波倉問答 —
Q:韃人兵具之事？
A: 兵具は弓鑓石火矢有之
Q:大明人方に石火矢鉄砲有之哉の事？
A:國公之乘舩三艘には石火矢四十梃程、脇の舩には十梃程、小鉄砲長刀刀半弓など有之
可見清軍跟建國公鄭彩軍都有石火矢（大砲），但是只有鄭軍有鉄砲（火繩槍）。

### 黑人鳥銃隊
來源主要是來自澳門的葡萄牙的黑人僱傭兵，由鄭芝龍向西方殖民國家購買的黑奴所組成，約有三百人，隊長名為路易斯·瑪托斯。這些黑人精通火器的鑄造和運用，而且驍勇善戰。鄭芝龍對這支部隊相當的重視，到了鄭成功的時代，更提升為貼身禁衛隊。除了護衛主帥以外，還常常擔任扭轉戰局的奇兵，這支部隊在鄭成功攻台之戰中也有發揮貢獻。

### 藤牌兵
福建地區素有使用藤牌的傳統。鄭氏滅亡後，清廷從投誠後分別安置於山東、河南、山西三省的福建籍官兵和駐京之漢軍八旗中，調集五百名藤牌兵參與雅克薩戰役。

## 延伸閱讀
- 鐵人部隊 （页面存档备份，存于）
- 藤牌部隊 （页面存档备份，存于）
- 鄭成功治軍 （页面存档备份，存于）
- 《鄭成功傳奇的一生》；何世忠、謝進炎合著；裕文堂書局：ISBN 957738208-8